# Sainte-Feyre-la-Montagne
 Sainte-Feyre-la-Montagne  es una comuna (municipio) de Francia, en la región de Lemosín, departamento de Creuse, en el distrito de Aubusson y cantón de Felletin.
Su población en el censo de 1999 era de 122 habitantes. 
Está integrada en la Communauté de communes d’Aubusson-Felletin.

## Demografía
| 133 | 138 | 133 | 144 | 144 | 122 |
| Para los censos de 1962 a 1999 la población legal corresponde a la población sin duplicidades (Fuente: INSEE [Consultar]) |     |     |     |     |     |